# Damian Wayne
Pour les articles homonymes, voir Wayne.
Damian Wayne est un super-héros de fiction et parfois un anti-héros qui apparaît dans les comics américains publiés par DC Comics, et est très souvent associé à Batman. Il est le fils de Batman et de Talia al Ghul,,, et petit-fils de Ra's al Ghul. Le personnage est apparu à l’origine comme un nourrisson sans nom dans l’histoire de 1987, Batman : Le Fils du démon,, qui n’était pas considéré à l’époque comme canon. À la suite de cela, diverses histoires se déroulant dans des univers parallèles présentent la vie du personnage, lui donnant différents noms. En 2006, le personnage fut réinterprété en tant que Damian Wayne par Grant Morrison et introduit dans la continuité principale dans Batman no 655, le premier numéro de l’histoire « Le Fils de Batman » (Batman and son). Damian Wayne est le cinquième personnage à assumer le rôle de Robin, le jeune partenaire justicier de Batman.
Ayant grandi dans un laboratoire, Damian Wayne, un pré-adolescent, est laissé par sa mère aux soins de son père qui n’était pas conscient de l’existence de ce fils. Il est violent, vaniteux et a été entraîné par la Ligue des Assassins, apprenant à tuer à un jeune âge, ce qui pose un problème avec la relation de son père qui refuse de tuer. Cependant, le Chevalier Noir prend soin de sa progéniture perdue. Après les évènements de Batman R.I.P. et Batman: Battle for the Cowl, il prend le rôle de Robin à l’âge de dix ans, devenant le cinquième personnage à utiliser l’identité de Robin. Il travailla d’abord avec Dick Grayson avant de travailler aux côtés de son père, qui reprend son rôle de Batman à son retour de sa présumée mort. Il continue de servir en tant que Robin jusqu’à Batman, Inc. no 8 de 2013, numéro dans lequel il est tué par l’Hérétique, un agent de sa mère et son propre clone artificiellement vieilli. Dans Batman and Robin vol. 2 no 37 de 2014, Batman ressuscite Damian Wayne.
En 2013, Damian Wayne est placé 25e dans le « Top 25 des Héros de DC Comics » par IGN. Damian Wayne est à la première place du « Top Dix des Meilleurs Robins » d’IGN et n°6 dans les « 10 Personnages les Plus Populaires des Comics Book Introduit dans les 25 Dernières Années » de Newsarama.

## Histoire éditoriale
L’enfant du Fils du démon fut utilisé comme personnage secondaire dans diverses histoires avant de devenir Damian Wayne.
Dans le récit Elseworlds, The Brotherhood of the Bat (1995), une version du nom de Tallant Wayne apparaît. Il part en croisade contre son grand-père Ra's al Ghul. Brotherhood of the Bat présente un futur dans lequel Ra's al Ghul découvre la Batcave à la suite de la mort de Bruce Wayne et équipe la Ligue des Assassins de divers costumes de Batman basés sur des designs rejetés par Wayne. Talia et le fils de Bruce, dans le costume de son père, rejoignent la Fraternité pour la détruire de l’intérieur.
Dans Kingdom Come (1996) de Mark Waid et Alex Ross, qui fonctionne comme un futur possible pour le canon de l’époque, l’enfant de Batman et Talia est nommé Ibn al Xu'ffasch, littéralement « Le Fils de la Chauve-Souris » (Son of the Bat), et est membre du cercle intérieur de Lex Luthor. Il tombe amoureux de Nightstar (en), la fille de Dick Grayson et Starfire. Il travaille comme agent double pour Batman dans l’organisation de Luthor. Dans la novélisation de Kingdom Come de Elliot S. Maggin (en), al Xu'ffasch annonce à Bruce que sa mère Talia est encore en vie et travaille comme Mère Supérieure en Inde, l’une des successeuses de Mère Teresa. Al Xu'ffasch réapparaît dans la séquelle de Mark Waid en 1999, The Kingdom (en).
The Kingdom: Son of the Bat montre des flash-backs qui ont apporté de nouvelles informations à l’histoire de Ibn al Xu'ffasch : il a été élevé par Ra's al Ghul pour être l’héritier de son empire, il a fini par assassiner son grand-père (en lui coupant la tête pour empêcher une nouvelle régénération), et il a cherché une thérapie chez un psychiatre, le Dr. Gibson. Il a finalement été recruté par Rip Hunter pour essayer d'arrêter un fou du nom de Gog (en) qui modifiait sa propre histoire. Il travaille avec plusieurs autres héros de sa génération : Kid Flash, le fils de Flash (Wally West) ; Nightstar (l’enfant de Nightwing et Starfire) et Offspring (en), le fils de Plastic Man.
Dans League of Batmen (2001), la séquelle de Brotherhood of the Bat, Tallant dirige sa propre équipe de différents Batmen pour combattre l’épidémie qui était l’héritage de Ra's Al Ghul. Durant le combat, Tallant découvre que son grand-père est celui qui a assassiné son père et qui l’a cloné. Ra's a même envoyé le clone assassiner sa propre fille. À cause de la mort de ses parents de la main de Ra's, Tallant a suivi la voie tragique de son père en tant que Batman. Le nouveau Chevalier Noir désire rendre justice à ses parents en essayant de stopper son grand-père, tout en ayant à combattre le double meurtrier de son père.
L’histoire de Grant Morrison intitulée Le Fils de Batman (Batman and Son) (2006) développe l’histoire de Batman : Le Fils du démon dans le cadre du renouvellement de la personnalité de Batman à la suite des évènements de Infinite Crisis. Dans la version de Morrison, l’enfant Damian Wayne est le résultat d’un rendez-vous entre Batman et Talia, durant lequel le Chevalier Noir affirme avoir été drogué quand ils étaient au niveau du Tropique du Cancer, bien que Morrison ait admis plus tard que cette déclaration d’avoir été drogué fut une erreur canonique de sa part. Cependant dans les numéros suivants écrits par lui, dans Batman Incorporated, cet évènement est réaffirmé et fait partie une fois de plus de l’origine de Damian. Toutefois dans le récit Robin Rises: Omega, Peter Tomasi retcons le problème de la drogue. Quand Bruce raconte l’histoire de la conception de Damian, il insinue qu’il était consentant [et non drogué] en déclarant qu’il a suivi son cœur : « Puis, pour la première fois de ma vie, mon cœur a pris le pas sur mon cerveau ».
Le dernier numéro de 52 (2008) désigne l’univers alternatif de Kingdom Come comme la Terre-22, faisant ainsi de Ibn al Xu'ffasch la contrepartie de Damian Wayne d’un univers parallèle du Multivers de DC. Justice Society of America vol. 3 no 22 (2009) révèle qu’il finira par épouser Nightstar avec qui il aura une fille et un fils.

## Biographie fictive

### Le Fils de Batman
L’origine de Damian est inconnue de Batman. Génétiquement perfectionné et développé dans un utérus artificiel, Damian était destiné à être un formidable guerrier. Il a été élevé par sa mère Talia al Ghul et la Ligue des Assassins. Il devient un maître en arts martiaux avant même d'avoir atteint l'âge de dix ans, c’est à ce moment que Talia révèle à Bruce Wayne l’existence de Damian et le lui laisse dans le but de le gêner dans son travail de Batman.
Précoce, gâté et violent, Damian bat Tim Drake qu’il souhaite remplacer dans le rôle de Robin. Il frappe Drake et le fait tomber du Tyrannosaure de la Batcave quand Tim stoppe le combat pour l’aider. Damian s’échappe alors, enfile une variante du costume de Robin fait à partir de l’ancienne tunique de Jason Todd, d’un masque et de l’équipement de la Ligue des Assassins, et se bagarre avec le vilain Spook qu’il finit par décapiter. Bien que malavisé et malveillant, Damian semble vraiment vouloir aider dans la guerre contre le crime de Bruce Wayne puisqu’il se voit lui-même comme le fils de Wayne et souhaite son approbation. Malheureusement, à cause de la façon dont il a été élevé, Damian manque de bon sens en ce qui concerne les relations sociales et croit que dans le but d’être accepté par Batman, il doit tuer ses rivaux, ce qui inclut Tim Drake.
Finalement, Batman confronte Talia pour confirmer la véritable identité de Damian, mais Talia et Damian sont pris dans une explosion. Ils survivent à celle-ci mais Damian est gravement blessé. Sa mère donne l’ordre à ses médecins de le soigner et il récupère complètement.

### La Résurrection de Ra's al Ghul
Au début de Batman Annual no 26 ("Head of the Demon"), Talia emmène Damian dans l’Outback australien, où il se voit enseigner l’histoire secrète de son grand-père Ra's al Ghul. Talia est inconsciente que l’ancien serviteur de Ra's, Spectre Blanc (White Ghost en anglais), prévoit d’utiliser Damian comme réceptacle pour le retour de l’âme de Ra's sur Terre. Ce processus va bien sûr tuer Damian. Talia est capable de sauver son fils de ce destin à la dernière minute.
Ra's réussit quand même à revenir, mais dans un corps mort et pourrissant, et ayant encore besoin de Damian pour stabiliser sa forme. Damian fuit pour alerter Batman, mais est poursuivi par son grand-père maléfique. Lors de son entrée dans le Manoir Wayne, Damian tente de transmettre (à Tim Drake) le fait que Ra's est revenu. Tim, suspicieux des intentions de Damian, ne croit pas son histoire et commence un combat à mains nues. Damian fuit et trouve Alfred. Avant qu’il puisse donner ses informations, il est attaqué par Tim qui perçoit l’action de Damian comme une tentative de piéger Alfred. Alors qu’ils se battent, des membres de la Ligue des Assassins approchent du manoir avec l’intention de tuer tous ceux à l’intérieur et de ramener Damian à Ra's vivant. Damian et Tim se battent côte à côte contre Ra's et ses hommes. Leur collaboration est gênée par leurs philosophies très différentes du combat. Damian est prêt à trahir Tim à tout moment pour sa propre sécurité. Ra's capture les deux jeunes et dit à Batman qu’il utilisera l’un d’eux comme son propre corps. Batman offre le sien à la place.
Ra's refuse l’offre, sentant qu’il a besoin de quelqu’un de plus jeune. Les choix sont Tim ou Damian. Batman offre une troisième alternative : la « Fontaine de Vie » qui possède les mêmes capacités qu’un Puits de Lazare. Batman et Ra's partent à la recherche de la fontaine, laissant Tim, Damian, Nightwing, Alfred Pennyworth et Talia combattre Sensei. Damian laisse sa mère et Tim à un destin inconnu, pendant qu’il part rejoindre son père. Il finit par être capturé par Ra's et échappe de peu à la mort. Batman et les autres réussissent à le sauver mais Talia reprend son fils et s’enfuit.
Une conversation ultérieure entre Tim et Alfred laisse entendre que Batman a réalisé un test ADN sur Damian. Alfred dit que Bruce à l’intention de lui dire les résultats quand ce sera le bon moment. À cet instant, Tim se rend compte que Damian est en effet le fils de Bruce et s’exclame : « Le fils de Satan est mon frère ? »,.

### Batman R.I.P.
Avant le début de l’histoire « Batman R.I.P. » de Grant Morrison, dans Batman no 675 (2008), Damian sent que quelqu’un est là, dehors, à chercher Batman. En réponse, Talia commence à planifier un plan impliquant le Commissaire James Gordon, que Talia et Damian devront sauver d'un piège au Manoir Wayne durant leur recherche de Batman qui est devenu fou et est porté disparu.
Damian et Alfred font la course pour aider Batman contre le Gant Noir dans une Batmobile « empruntée ». Damian qui conduit, percute une ambulance et la pousse par-dessus un pont sans aucun signe de remords ou même d’inquiétude. Quand Alfred le réprimande, Damian rétorque avec une menace. Le seul occupant de l’ambulance était le Joker.

### Battle for the Cowl
Dans Nightwing no 153 (2009), Damian est montré laissé aux soins d’Alfred Pennyworth et entraîné par Dick Grayson (alias Nightwing).
Au début de Batman: Battle for the Cowl, il semble que Damian réside maintenant à Gotham, et vit sous les ordres de Nightwing (dans une certaine mesure). Où avant Damian était dépeint avec une personnalité arrogante et vicieuse, il semble que la "mort" de son père l’a fait régressé à un état d’esprit plus enfantin, comme démontré quand il prend la Batmobile pour s'amuser avec une fille plus âgée. Oracle le découvre, éjecte la fille et reprend le contrôle de la Batmobile, ayant l’intention de ramener Damian à la maison. La voiture est alors attaquée par Killer Croc et Poison Ivy qui se préparent à tuer Damian. La fille (qui accompagnait Damian) est dévorée par Killer Croc. Damian est sauvé par Nightwing qui finit par être piégé par les hommes de Black Mask, jusqu’à ce que quelqu’un de violent et meurtrier apparaisse en affirmant être Batman (il est révélé plus tard que c’était Jason Todd). Bien qu’ayant reçu une balle de Jason, Damian récupère et sauve Tim Drake d’une chute mortelle à l’intérieur de la Batcave de Jason. Quand Grayson raccroche son costume de Nightwing pour devenir le nouveau Batman, il choisit Damian pour reprendre le manteau de Robin à ses côtés.

### Batman: Reborn
Bien qu’il soit devenu le Robin du Batman de Grayson, Damian ne se soucie aucunement de son frère aîné et n’a aucun respect pour lui en tant que Batman et pense que ce dernier doit le gagner. Dans un acte de défi, Damian est déterminé à rendre le rôle de Robin indépendant de Batman. Il décide d’empêcher le Dr Phosphorus (en) de pénétrer dans le Projet Cadmus, mais échoue misérablement et est sauvé par Dick. Dick commence alors à apprendre à Damian comment devenir proprement le nouveau Robin et tous deux développent leur propre style de combat unique. Damian commence alors à se moquer de Tim Drake pour ne pas avoir été choisi comme Robin, poussant Tim à battre sévèrement Damian.
Après le départ de Tim, Damian engage un jeu d’échec avec Silence, lui rendant visite en secret contre les ordres de Dick. Quand Elliot lui demande pourquoi il lui rend visite derrière le dos de la Bat-famille, Damian hausse les épaules et lui dit qu’il souhaite lui tenir compagnie. Elliot présume que Damian utilise plutôt sa ressemblance avec Bruce pour « passer du temps avec [son] père ». Dick et Damian rencontrent alors un vilain appelé Professeur Pyg qui a créé une armée de Poupéetron (Dollotrons en anglais). Dick et Damian neutralisent toute l’armée et commencent à former une relation fraternelle. Damian se blâme pour avoir été incapable de sauver une Poupéetron, une fille du nom de Sasha. Inconnu de lui, la fille a été prise par Jason Todd pour devenir l’équivalent de Robin dans la guerre contre le crime du Red Hood (la maxime du Red Hood étant « que le châtiment soit à la hauteur du crime »).
Damian et Dick attaquent alors Firefly qui tente de tuer Black Mask. Victor Zsasz défait Robin et sauve Black Mask tandis que Dick fait tomber Firefly. Ces évènements causent la fuite de Silence, amenant Damian à développer une nouvelle haine pour le criminel. Damian est présent quand Dick est intronisé dans la JLA. En l’entendant, Damian demande à être intronisé avec Dick, mais sa demande est promptement ignorée. Damian est une fois de plus sauvé par Dick, avec l’assistance d’Azrael, après qu’un homme du nom d’Amon a essayé de le sacrifier. Sasha, maintenant surnommée Scarlet par Todd, revient et attaque Robin tandis que Jason attaque Dick. Les deux duos se battent jusqu’à l’arrivée du Flamingo qui paralyse temporairement Damian. Talia soigne la colonne vertébrale de Damian, mais y installe un moniteur connecté à son cerveau l’autorisant à prendre le contrôle de chacun des mouvements de son fils.
Alors que Dick et Damian traversent divers évènements ensemble, comme faire face à Black Mask, survivre à la Blackest Night et le cadavre animé d’un clone de Batman, les deux se lient encore plus, poussant Talia à céder le contrôle du moniteur à Deathstroke qui essaye de l’utiliser pour tuer Dick. En travaillant ensemble, Dick et Damian réussissent à stopper Deathstroke. Comme Dick s’intéresse peu aux problèmes financiers de Wayne Enterprises, bien qu’il ait tout hérité de Bruce avec Tim, Damian décide de s’en mêler et réussit à impressionner le comité des directeurs. Bien qu’il n’intente pas de procès contre Dick, puisque Grayson n’a pas été nommé héritier de Wayne Enterprises, mais plutôt un membre de haut rang, il fait face à Tim qui est celui à avoir été nommé héritier.

### Red Robin
La seconde année de Damian en tant que Robin commence en beauté quand il choisit cette fois de provoquer un combat contre son prédécesseur Red Robin. Tim, qui garde une liste de criminels et de tâches à réaliser qu’il appelle la Liste des Cibles (Hit List), provoque la furie de Damian quand celui-ci pirate ladite Liste et découvre une partie cachée listant des alliés de la Bat-Famille considérés comme une menace potentielle par Tim. Damian découvre son propre nom sur cette liste. Durant une mission de surveillance, Damian tranche le câble de Tim, causant sa chute d’une grande hauteur. Celui-ci survit et Tim entraîne Damian dans une bagarre qui se transforme en course-poursuite et finit en face du cinéma où les parents de Bruce Wayne ont été tués. Tous deux sont stoppés par Batman qui les réprimande pour s'être battu en face du cinéma où Batman est né. Les deux entrent dans une trêve avec réticence pour le reste des apparitions de Damian dans la série. Dick suggère à Tim de changer le mot de passe de sa Liste de Cibles par Cousin Oliver, comme Damian a peu, voire aucun intérêt pour les références à la pop culture et ne pourrait jamais le deviner. Dick remarque que son nom n’est pas sur la liste et Tim affirme que c’est parce que Dick est le seul en qui Tim fait confiance implicitement.

### Blackest Night
Après que le crâne de Bruce a été volé dans sa tombe, Damian et Dick décident de ramener le reste de son squelette, avec ceux des grands-parents paternels de Damian, à leur base, sous la Tour Wayne. Damian est plutôt ébranlé par la vue des os de sa famille. En chemin pour la cave, le corps de Dick est possédé par Deadman. Confus, Damian l'attaque. Deadman possède et quitte le corps de Damian, lui transmettant son savoir de l’attaque des Black Lanterns en lui. Les deux héros se préparent alors pour l’assaut des Black Lanterns sur Gotham. Après un raid dans l'Arsenal de la Garde Nationale, Dick, Damian et Tim Drake qui les a rejoints, sont capables de sauver le Commissaire Gordon, Oracle et les officiers de police survivants du Gotham Central. Ils avaient également été attaqués par des versions réanimées des membres décédés de la galerie des ennemis du Chevalier Noir. Cependant, ils se retrouvent eux-mêmes face à une horrible rencontre avec les parents de Dick Grayson et de Tim Drake réanimés en tant que Black Lanterns. Dick et Tim envoient Damian avec les Gordons dans leur base souterraine tandis qu’ils combattent les zombies. Dick ordonne finalement à Damian, à travers leurs communicateurs, d’envoyer un de leurs planeurs avec l’arme de Mr. Freeze. Grayson l’utilise pour se cryogéniser, lui et Tim, forçant les Black Lanterns à se retirer comme ils sont incapables de lire un signe de vie en eux. Plus tard, Deadman ranime les deux ex-Garçons Prodiges.

### Le Retour de Bruce Wayne
Talia commence à cloner Damian quand elle se rend compte que son fils a complètement pris le parti de Dick Grayson et de la Bat-Famille. Damian agit selon les véritables valeurs de Robin, disant à Talia qu’être Robin était la meilleure chose qu’il ait jamais fait, et que Talia n’avait pas besoin de le sauver de quelque chose qu’il avait choisi d’être. Talia montre alors à Damian une version clonée de lui-même, qu’elle considère comme le jeune frère de Damian. Talia admet à Damian, que bien qu’elle l’aime, elle est beaucoup trop perfectionniste pour l’admirer d’avoir choisi un chemin qui la défie aussi ouvertement. Dorénavant, il n’est plus le bienvenu et sera considéré comme un ennemi de la Maison des al Ghul. Damian répond avec défi qu’il espère être un digne adversaire. Damian (en tant que Robin) est alors vu faire équipe avec Dick et Alfred pour commencer leur propre recherche de Bruce Wayne.
Durant une confrontation avec un vilain de petite envergure, le Getaway Genius, Damian se met en colère contre Grayson quand celui-ci échoue à capturer l’ennemi. Mais Dick lui explique que Bruce lui-même avait laissé le Genius libre quand il avait découvert que les vols du vilain étaient seulement des vols de médicaments. Des médicaments dont il avait besoin pour vivre suffisamment longtemps pour voir sa fille grandir. Damian se rend compte qu’il n’a jamais vraiment connu son père en tant que personne et admet qu'il y avait plus en lui que Batman.
Après que le confident de Grayson, Oberon Sexton s’avère être le Joker déguisé, Damian torture le vilain en le battant sauvagement avec un pied-de-biche dans le but d’obtenir des informations, considérant cela comme de la légitime défense puisque le Joker avait prévu de l’attaquer. Cependant, l’apparente impuissance du Clown Prince du Crime se révèle être une autre ruse et il neutralise Damian avec son venin Joker. Il prévoit d’utiliser Damian et Dick dans son combat contre leur ennemi commun : le Gant Noir. L’aide arrive sous la forme du Batman original. Après que Bruce Wayne a aidé Dick et Damian à battre le Gant Noir et le Joker, Wayne accepte son fils. En dépit des responsabilités parentales de Bruce envers Damian, il décide qu’il préfère que Damian continue de travailler avec Dick (qui conserve la cape de Batman et que Bruce voit comme un exemple positif pour son fils) plutôt que d’être avec lui-même, en raison de ses plans avec Batman Inc.

### Teen Titans
Damian rejoint les Teen Titans quand Dick Grayson conclut que l’équipe a besoin d’un Robin. Il sent aussi que Damian pourrait bénéficier de l'amitié d'autres héros, ayant suffisamment progressé au point où l’on peut lui faire confiance pour ne pas tuer s’il est laissé 'sans supervision'. Bien que Wonder Girl s’oppose à cette décision, Grayson la convaincs de laisser Damian rester dans l’équipe car il a besoin que Damian apprenne qu’il peut faire confiance aux autres, qu’ils ne le trahiront pas. Seulement, son tempérament compromet sa première mission avec l’équipe quand il attaque un opposant juste après que Raven l’a convaincu de se calmer, provoquant leur ennemi et déclenchant une nouvelle vague de destruction. Finalement, Robin commence à développer une amitié avec Ravager, qui s’est rapproché de Damian en raison de leur éducation similaire (le père de Ravager étant l’assassin Deathstroke). Finalement, Tim Drake rejoint les Titans pour les aider dans une affaire contre le Calculator qui tente de tuer une amie proche, Tam Fox (en). Il décide de se joindre à l’équipe une fois la mission terminée. Damian choisit de quitter l’équipe après le retour de Drake, pensant que les Teen Titans n’ont pas besoin de deux Robins, et réalisant que ses équipiers préfèrent travailler avec Tim. En revenant à Gotham, Damian dit à Dick que même s’il a été amené aux Titans dans le but de trouver des amis, il n’en avait pas besoin puisqu’il en avait déjà un, Grayson lui-même.
Quand Blackbat, la prédécesseur de Stéphanie Brown, revient à Gotham, Damian et elle font équipe lors d'une mise en scène pour capturer l’Architecte, un nouveau vilain obsédé par la destruction des principaux monuments de Gotham. Damian réprimande Blackbat et se moque d’elle pour avoir été envoyée à Hong Kong par son père. En fin de compte, elle lui sauve la vie en le sauvant de l’explosion de l'Iceberg Lounge (en). Ensuite, les deux travaillent ensemble pour empêcher le poseur de bombe de détruire un grand pont, sauvant des douzaines de vies dans le processus.
Robin et un groupe d'anciens membres des Titans se dirigent plus tard vers la Tour des Titans pour aider l'équipe à combattre Superboy-Prime et la Legion of Doom (en). Durant le combat, Robin détruit l’un des doppelgängers maléfiques de Superboy-Prime en utilisant une lame en Kryptonite.

### Renaissance DC
Dans le nouvel univers DC (la fusion de Wildstorm, Vertigo et DC, due aux conséquences de Flashpoint), les origines de Batman sont très peu changées et sa continuité est préservée : ainsi Damian est toujours Robin mais il fait maintenant équipe avec Dick Grayson ayant rendu le masque et la cape du chevalier noir pour redevenir Nightwing), mais le nouveau duo a quelques différends à cause du comportement de Damian. Et ce ne sera pas le seul problème puisqu'un nouveau groupe apparait à Gotham et s'en prend directement à Batman et à la Bat-Family, on apprend plus tard le nom de cette formation : « La Cour des Hiboux ».
Pendant ce temps, dans la série Batman and Robin, l'histoire se centre sur le fait que Robin (Damian) se rebelle contre son père, qui est surprotecteur, et qui, de surcroît, n'aime pas les méthodes que lui a inculquées Talia (à savoir tuer sans scrupule les criminels). Ainsi, Robin s'éloigne de plus en plus de son père, tout en se rapprochant de Morgan Ducard, ennemi de Batman, mais il s'avère qu'il veuille le tuer pour protéger son père, ce qu'il fait alors qu'il avait mis le criminel hors d'état de nuire. Plus tard, il est pris pour cible par de nombreux tueurs à gages envoyés par sa mère, car celle-ci a mis une prime sur sa tête, remarquant que son fils est maintenant du côté de son père. Lorsque Damian veut sortir sans être pris pour cible en tant que Robin, il adopte l'identité de Redbird.

### DC Rebirth
Dans le cadre du DC Rebirth, Damian est présent dans trois titres : Teen Titans, où il prend la tête de l’équipe dans le but de défaire Ra's al Ghul et succéder à Red Robin (Tim Drake) en tant que chef ; Super Sons, où il fait équipe avec le fils de Superman et nouveau Superboy dont il tirera pour la première fois une grande amitié avec un garçon de son âge (Jonathan Samuel "Jon" Kent aka superboy) ; et Nightwing, où il aura un rôle de soutien.
Lors de son 13e anniversaire, Damian reçoit un paquet de son grand-père Ra's al Ghul, qui contient un rouge-gorge (robin en anglais) mort. Après une rencontre avec sa mère Talia, il découvre que c’est un avertissement de sa cousine Mara al Ghul, qui l’a choisi comme proie dans le cadre de son initiation rituelle qu’elle doit passer dans le but de rejoindre la Ligue des Assassins. Mara a été nommée chef d’un groupe connu comme le Poing du Démon, qui devait être mené à l’origine par Damian. Elle en prit le contrôle quand son cousin choisit de quitter la Ligue. Les membres de ce groupe ont aussi choisi des cibles qu’ils doivent chasser pour monter dans la hiérarchie de la Ligue. Damian décide de réunir les autres cibles du Poing du Démon dans le but de former les nouveaux Teen Titans ; cela inclus Starfire, Beast Boy, Raven et Kid Flash.

### Versions alternatives
Dans Le Fils du démon, le fils de Batman et de Talia s'appelle Talon.
Dans Kingdom Come de Mark Waid et Alex Ross, le fils de Batman et de Talia s'appelle Ibn al Xu'ffasch, ce qui signifie littéralement : « Fils de la chauve-souris ».
Dans l'un des futurs possible de l'univers DC, Damian devient le nouveau Batman à la suite de la mort de son père mais il est beaucoup plus violent et dur n'hésitant pas à tuer ses adversaires même si cela ne s'avère pas nécessaire. Une suite également possible nous montre un Damian très âgé, évoluant dans un avenir ressemblant à Batman, la relève, surveillant et entrainant le nouveau Batman (à la manière du vieux Bruce Wayne de la série) qui n'est autre que Terry McGinnis.
Dans l'histoire Brotherhood of the Bat (signifiant La Confrérie de la Chauve-Souris), Ra's al Ghul réussit à éliminer Batman et forme une armée dont l'uniforme est différentes versions du costume du Chevalier Noir. Le fils de Talia et Bruce se nomme ici Tallant Wayne, il fait aussi partie de cette armée et complote pour venger son père.

## Description du personnage

### Origine du nom
Damian (ou Damien en français) provient de Damia, le surnom de Cybèle, déesse grecque représentant la nature sauvage. Cependant, une autre étymologie est donnée par sa mère, Talia al Ghul dans le Batman & Robin no 0 (juillet 2013) : Damian viendrait de Damianos qui signifierait « dompter » en grec, la vraie traduction de ce verbe étant δαμάζω (damázo).

### Personnalité
Damian est, pour son âge, un enfant talentueux et brillant, mais aussi arrogant, hautain et bagarreur. Cependant, et malgré la turbulence et l'insubordination dont il fait preuve, il tient beaucoup à son père, raison pour laquelle il porte le costume de Robin. Il essaye toujours de faire ses preuves, que ce soit en défiant tous les anciens Robin (y compris Jason Todd) dans leurs domaines de prédilection ou en se forçant à mieux se comporter. Son affection pour son père le pousse même à tuer Morgan Ducard, le fils de Henri Ducard, car il menaçait la vie de son père.

### Apparence
De par son jeune âge, Damian Wayne est plutôt petit et fin. Mais il n'en est pas moins un adversaire redoutable, vif et nerveux.
Après avoir volé l’ancienne tunique de Robin de Jason Todd dans sa vitrine d’exposition, il la porte par-dessus sa tenue noire et blanche de la Ligue des Assassins avec une capuche et une cape grises. Il porte également une paire de coups-de-poing américains qu’il a incorporé au costume ainsi qu’une épée.
Après que Dick Grayson nomme officiellement Damian au poste de Robin et bien que la tunique standard de Robin ai été conservée, la combinaison a été remplacée par un costume de survie noir, la cape grisâtre par une cape jaune lui permettant de planer, le masque noir par un vert, une ceinture utilitaire qui porte un arsenal et des gadgets plus nombreux, une capuche noire, et des bottes et des gants verts flexibles.

### Adresses et capacités
Ayant été entraîné par la Ligue des Assassins depuis la naissance, Damian est déjà un expert en arts martiaux et dans le maniement d’un large éventail d’armes. En dépit de son âge, Damian a combattu et gagné contre des combattants bien entraînés comme Talia Al Ghul, Red Hood (Jason Todd), Red Robin (Tim Drake) et le Joker. Il a aussi été formé aux disciplines de la médecine légale, à l’acrobatie, à la criminologie, au déguisement et aux techniques d’évasion. Damian est adroit pour imiter la voix et le style d’élocution d’autres personnes avec exactitude, tout comme il est capable d’imiter les voix de son père et de Tim Drake dans le but de contourner le système de sécurité de reconnaissance vocale de la Batcave. Damian a démontré avoir des compétences en ingénierie très avancées, quand il a été capable de compléter les plans de construction d’une Batmobile volante de son père, construction qui a été décrite par Alfred comme "ayant été une source sans fin de frustration pour le père de Damian". Damian est aussi un homme d’affaires doué en dépit de son jeune âge, s’étant impliqué dans Wayne Enterprises et ses membres du conseil d'administration. Il a aussi été entraîné dans le maniement de nombreux types d’armes comme le montrent les évènements de Blackest Night. Damian posséda des super-pouvoirs similaires à ceux de Superman après sa résurrection, bien que cela fut de courte durée. Cependant, il a montré posséder des capacités et des pouvoirs de guérison dans le futur.

## Publications

### Âge moderne
- 1987 : Batman : Le Fils du démon (Batman: Son of the Demon). Roman graphique, Dessins : Jerry Bingham, scénario : Mike W. Barr [31]
  - 1989 : Le Fils du Démon. Comics USA,  (ISBN 978-2-8769-5103-7).
  - 2014 : La Saga de Ra's Al Ghul. Urban Comics,  (ISBN 978-2-3657-7539-7).
- 2006 : Le Fils de Batman (Batman and Son). Dessins : Andy Kubert, scénario : Grant Morrison
  - 2012 : Grant Morrison Présente Batman 1 : L’héritage maudit. Urban Comics,  (ISBN 978-2-3657-7040-8).
- 2007 : Batman : La Résurrection de Ra's al Ghul (Batman: The Resurrection of Ra's al Ghul) Dessins : Tony Daniel, Don Kramer, Ryan Benjamin… scénario : Paul Dini, Grant Morrison…)
- 2009 : Batman and Robin vol.1, 26 numéros, Dessins : Frank Quitely, scénario : Grant Morrison 
  - 2012 : Grant Morrison Présente Batman 3 : Nouveaux Masques. Urban Comics,  (ISBN 978-2-3657-7108-5). Contient Batman and Robin vol.1 no 1 à 9.
  - 2013 : Grant Morrison Présente Batman 6 : Batman contre Robin. Urban Comics,  (ISBN 978-2-3657-7258-7). Contient Batman and Robin vol.1 no 10 à 16.

### Renaissance DC
- 2011-2015 : Batman and Robin vol.2, 40 numéros.
- 2013-2014 : Damian, Son of Batman, 4 numéros.
  - 2014 : Batman Saga Hors série no 6, Urban Comics,  (ISBN 978-2-3657-7569-4).
- 2015-2016 : Robin, Fils de Batman (Robin, Son of Batman), 13 numéros.
  - 2017 : Robin, Fils de Batman, Urban Comics,  (ISBN 979-1-0268-1232-6).
- 2017-2018 : Super Sons, 16 numéros.
- 2018-2019 : Adventures of Super Sons, 12 numéros.

## Apparitions dans d'autres médias

### Séries télévisées
- 2010 : Damian Wayne fait ses débuts à la télévision dans un épisode de Batman : L'Alliance des héros, « Les Chevaliers de demain ! » (The Knights of Tomorrow!) (saison 2, épisode 23), avec Robin doublé par Patrick Cavanaugh (en) (VF : Paolo Domingo) et Batman doublé par Diedrich Bader (VF : Adrien Antoine). Les débuts de cette version sont bien différents de sa contrepartie originale : son père reste Batman (Bruce Wayne) mais sa mère est Catwoman (Selina Kyle), il n’a aucune intention de tuer, agit beaucoup comme son père et son costume est similaire à celui du second Robin, Tim Drake. Décrit au départ comme réticent à suivre les pas de son père, il dit à ses parents qu’il ne veut pas qu’ils organisent sa propre vie pour lui. Mais après que ses parents aient été tués par Joker Jr., Damian adopte l’identité de Robin et se bat aux côtés de Batman (Dick Grayson). Finalement, tous deux livrent Joker Jr. et le Joker original à la justice et sauve Gotham d’une attaque au gaz empoisonné. L’épisode prend fin avec Dick passant le manteau de Batman à Damian et celui-ci livrant combat au crime avec son propre enfant (doublé par Sebastian Bader) comme nouveau Robin. Cet épisode est basé sur l’histoire d’un comics de l’Âge d’argent dans laquelle Batman était marié à Kathy Kane et avaient un fils, Bruce Jr.
- 2015 : Dans l’épisode « L'album qui rend fou » (Yearbook Madness) de Teen Titans Go! (saison 2, épisode 43), le nom de Damian apparaît dans l’album de promotion de Starfire, lui disant de l’appeler si les choses avec Robin ne marchent pas.
- Le personnage apparaît dans la série d’animation La Ligue des justiciers : Nouvelle Génération à la fin de l’épisode Opération Sauvetage de la saison 3 après que Nightwing et son équipe ont quitté l’Infinity Island, il apparaît en tant que nourrisson dans les bras de sa mère : Talia Al Ghul. Il réapparaît ensuite dans l’épisode Ombres du Passé de la saison 4 où son identité est révélé par Talia à Cheshire.
- Le personnage apparait dans la série d'animation Harley Quinn, centrée sur le personnage éponyme, dans laquelle Jacob Tremblay lui prête sa voix.

### Films d'animation
- 2014 : Damian Wayne a un rôle majeur dans le film Le Fils de Batman, doublé par Stuart Allan (en) (VF : Paolo Domingo)[32].
- 2015 : Il apparaît également dans Batman vs. Robin, la séquelle du film Le Fils de Batman, avec Stuart Allan reprenant son rôle (VF : Paolo Domingo).
- 2016 : Damian apparaît dans Batman : Mauvais Sang, une séquelle de Son of Batman et Batman vs. Robin présentant Batwoman, avec Stuart Allan reprenant son rôle. Son clone altéré, l’Hérétique (doublé par Travis Willingham (VF : Michel Vigné) ), apparaît aussi en tant qu’antagoniste.
- 2016 : Damian apparaît dans La Ligue des justiciers vs. les Teen Titans, une séquelle de La Ligue des justiciers : Guerre et de La Ligue des justiciers : Le Trône de l'Atlantide, avec Stuart Allan reprenant son rôle. Bien qu’il rejoigne les Titans à contrecœur, il se lie d'amitié avec eux, risquant sa vie pour les aider à stopper Trigon[33].
- 2016 : Damian apparaît dans Batman Unlimited : Machines contre Mutants, doublé par Lucien Dodge (en).
- 2017 : Damian apparaît dans le film Teen Titans: The Judas Contract avec Stuart Allan reprenant son rôle. Il est hanté par son passé quand Deathstroke revient et utilise Terra comme pion pour livrer les Titans à Brother Blood[34].
- 2018 : Une version du Robin de Damian apparaît dans le film d’animation Batman Ninja dans un Japon Féodal[35].
- 2018 : Damian Wayne apparaît dans La Mort de Superman.
- 2019 : Batman vs. Teenage Mutant Ninja Turtles de Jake Castorena
- 2020 : Damian est un des personnages principaux de Justice League Dark: Apokolips War.
- 2021 : Il apparaît dans Injustice (VF : Gabriel Bismuth-Bienaimé).
- 2022 : Damian Wayne est le héros du film Batman and Superman: Battle of the Super Sons aux côtés de Jonathan Kent.

### Jeux vidéo
- 2012 : Damian Wayne (en tant que Robin) est un personnage jouable dans Lego Batman 2: DC Super Heroes, doublé par Charlie Schlatter. Il était inclus dans le pack Heroes en précommande exclusive sur Amazon.com et EB Games (en).
- 2013 : Dans Scribblenauts Unmasked: A DC Comics Adventure, Maxwell peut faire équipe avec le Robin de Damian Wayne pour battre Harley Quinn et Doppelganger dans la Fun House World du Joker.
- Dans Infinite Crisis, Damian Wayne est le Robin de l’univers « Nightmare ». Il y apparaît comme l’un des "champions" disponibles, doublé par James Arnold Taylor.
- 2014 : Lego Batman 3 : Au-delà de Gotham.
- 2018 : Damian Wayne apparaît comme un personnage jouable dans DC Unchained.

#### Injustice
- 2013 : Damian Wayne apparaît comme un personnage jouable dans Injustice : Les dieux sont parmi nous, doublé par Neal McDonough. Cette incarnation plus âgée et violente est le Nightwing d’une dimension alternative. Il est membre du régime de Superman qu’il a rejoint après avoir tué le premier Nightwing, Dick Grayson. Après la chute du Régime, Damian est parmi les membres arrêtés par la Justice League. En voyant sa capacité à inspirer la peur, Nightwing est choisi par un anneau de pouvoir jaune et est recruté par le Corps de Sinestro.
- 2017 : Damian Wayne revient comme personnage jouable dans Injustice 2, sous les formes de Robin et de Nightwing. Il est doublé par Scott Porter. A la fin du jeu, Batman se sacrifie pour protéger Damian, permettant à son fils de délivrer le coup final à Brainiac. Maintenant conscient de la véritable signification du symbole de leur famille, Damian décide de porter l’héritage de son père en tant que nouveau Batman.